# Robert Sassone
Robert Sassone (ur. 23 listopada 1978 w Numea, zm. 21 stycznia 2016) – francuski kolarz torowy i szosowy, dwukrotny medalista torowych mistrzostw świata.

## Kariera
W 2000 roku Robert Sassone wziął udział w igrzyskach olimpijskich w Sydney, gdzie rywalizację w madisonie zakończył na dziesiątej pozycji. 
Na rozgrywanych rok później mistrzostwach świata w Antwerpii wspólnie z Jérôme'em Neuville'em w tej samej konkurencji zdobył złoty medal. W 2001 roku zajął drugie miejsce w szosowym wyścigu Rund um den Flughafen Köln-Bonn, a na mistrzostwach świata w Stuttgarcie w 2003 roku był drugi w scratchu, przegrywając tylko ze Szwajcarem Franco Marvullim. W listopadzie 2004 roku został zdyskwalifikowany na dwa lata za stosowanie dopingu (betametazon).